# John Victor Smith
John Victor Smith (* 20. Jahrhundert) ist ein Filmeditor.
John Victor Smith begann seine Arbeit als Schnitt-Assistent Anfang der 1950er Jahre bei britischen Produktionen. Nach einigen Jahren wurde er als eigenständiger Filmeditor tätig. Er wirkte an den Superman- und den Musketier-Filmen mit. 1975 wurde er für den British Academy Film Award für den Besten Schnitt bei Die drei Musketiere nominiert.
Bis zuletzt 1998 wirkte er an 43 Fernseh- und Spielfilmproduktionen mit.

## Filmografie (Auswahl)
- 1965: Hi-Hi-Hilfe! (Help!)
- 1966: Toll trieben es die alten Römer (A Funny Thing Happened on the Way to the Forum)
- 1967: Wie ich den Krieg gewann (How I Won the War)
- 1968: Inspektor Clouseau (Inspector Clouseau)
- 1972: The Harder They Come
- 1973: Die drei Musketiere (The Three Musketeers)
- 1973: Sein Leben in meiner Gewalt (The Offence)
- 1974: Die vier Musketiere – Die Rache der Mylady (The Four Musketeers)
- 1976: Robin und Marian (Robin and Marian)
- 1977: Equus – Blinde Pferde (Equus)
- 1977: Tod oder Freiheit
- 1978: Power Play (Coup d'Etat)
- 1978: Absolution
- 1979: Explosion in Cuba (Cuba)
- 1980: Superman II – Allein gegen alle (Superman II)
- 1982: Countryman – Verschollen im Dschungel (Countryman)
- 1983: Superman III – Der stählerne Blitz (Superman III)
- 1985: Rhapsodie in Blei (Rustler’s Rhapsody)
- 1985: Wasser – Der Film (Water)
- 1989: Die Rückkehr der Musketiere (The Return of the Musketeers)
- 1996: Space Truckers